# Ctenobrycon multiradiatus
Ctenobrycon multiradiatus is een straalvinnige vissensoort uit de familie van de karperzalmen (Characidae). De wetenschappelijke naam van de soort is voor het eerst geldig gepubliceerd in 1876 door Franz Steindachner. Hij gaf aan de soort de naam Tetragonopterus multiradiatus. Zijn specimen was afkomstig uit de Amazonerivier.